# Ferme des Tilleuls
La ferme des Tilleuls parfois appelée chateau-ferme des Tilleuls est un immeuble classé situé dans la commune de Havelange en Belgique (province de Namur).  

## Localisation
La ferme se situe au centre du village condrusien de Havelange au carrefour des rues de Hiettine, de la Station et d'Ocolna, à environ 60 mètres au sud-est et en contrebas de l'église Saint-Martin.

## Historique
Le bâtiment est construit au cours de la seconde moitié du XVIIe siècle. Il est aménagé à la fin du XVIIIe siècle par le percement de nouvelles baies au corps de logis et l’exhaussement en grès des parties anciennes. La ferme est exploitée comme entreprise agricole jusqu'en 1980 puis est vendue à la commune de Havelange Entre 1982 et 2004, d’importantes restaurations et reconstructions sont entreprises en vue de modifier la fonction des bâtiments (voir Activités).

## Description
L'ensemble est constitué de trois ailes bâties placées en U. La partie sans aile située à l'ouest est protégée par un mur de clôture percé de deux entrées dont une sous un porche en anse de panier donnant accès à une cour intérieure pavée d'une superficie d'environ 650 m2. Les extrémités des deux ailes occidentales possèdent des tourelles d'angle circulaires sous toitures octogonales en ardoises. Les bâtiments sont construits par un mélange de moellons de grès et de calcaire, les deux principaux matériaux du Condroz, sous toitures d'ardoises.

## Classement et protection
Les façades et toitures ainsi que le mur de clôture à front de rue de la ferme des Tilleuls sise rue de la Station, à Havelange sont repris depuis le 30 novembre 1984 sur la liste du patrimoine immobilier classé de Havelange.

## Activités
La ferme des Tilleuls abrite le centre culturel de Havelange, le foyer des jeunes, la bibliothèque communale Papyrus, la ludothèque Ludomino, un espace citoyen ainsi que le siège régional de la Fondation Rurale de Wallonie.

### Source et lien externe
- Inventaire du patrimoine immobilier culturel